# Bandera de Dinamarca
La bandera de Dinamarca també anomenada Dannebrog («vestimenta vermella» o «vestiment danès») és de color vermell amb una creu blanca estesa fins als costats, es tracta d'una creu nòrdica també dita creu de Sant Olaf. El disseny amb creu, que representa la cristiandat va ser posteriorment adoptat pels altres països nòrdics: Suècia, Noruega, Islàndia, Finlàndia i a les de les bandera de les illes Fèroe i Åland; així com en els arxipèlags britànics de les Shetland i les Òrcades. Durant la unió personal de Dinamarca i Noruega, la Dannebrog va ser també la bandera noruega, i continuà sent-ho, amb lleugeres modificacions, fins que Noruega adoptà la bandera actual el 1821.
El disseny de la Dannebrog apareix en un segell del 1397.

## Descripció

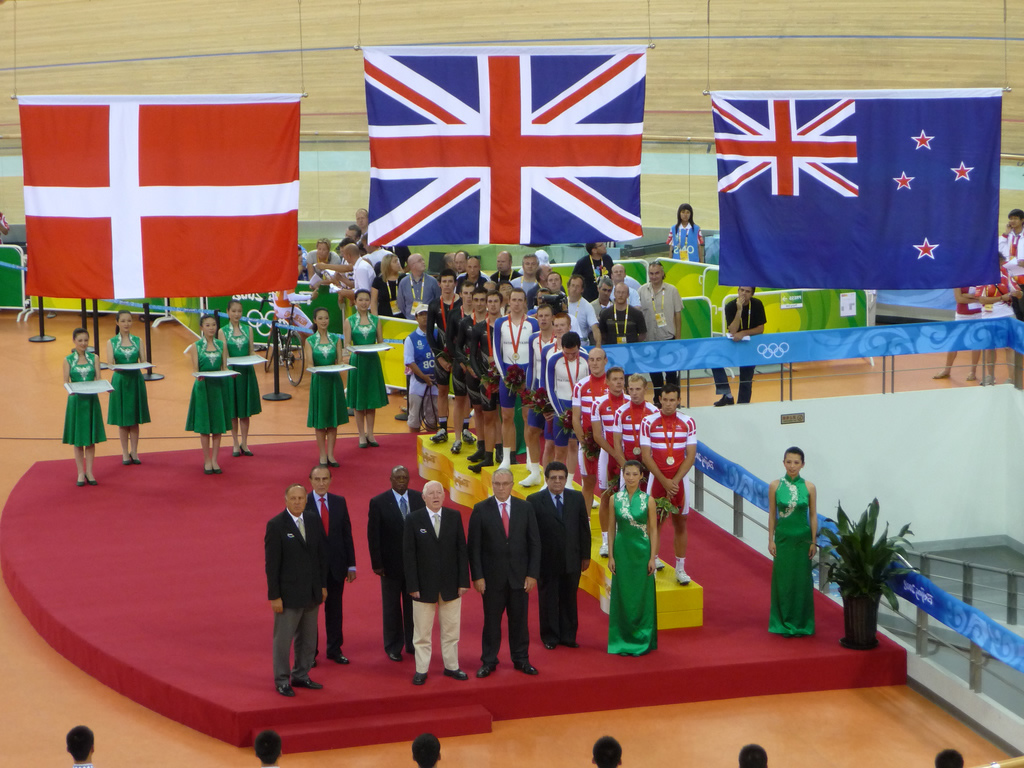
La bandera danesa a la cerimònia de medalles de la selecció masculina de ciclisme de persecució en els Jocs Olímpics d'Estiu de Beijing el 2008

En 1748, un reglament defineix les longituds correctes dels dos últims camps a la bandera com 6⁄4. Al maig de 1893 una nova regulació a tots els caps de la policia, va dir que la policia no ha d'intervenir, si els dos últims camps de la bandera eren més llargs que 6⁄4, sempre i quan aquests no excedissin de 7⁄4, i sempre que aquesta fos l'única norma violada.
Aquesta regulació continua vigent i, per tant, les proporcions legals de la bandera nacional són avui de 3:1:3 d'amplada i entre qualsevol entre 3:1:5.25
de llargada.

### Colors
No existeix cap definició oficial del "Dannebrog rød", pel que l'empresa privada Dansk Standard, en el reglament 359 de 2005, defineix el color vermell de la bandera amb el codi de Pantone 186C.
| Model de color | Vermell     | Blanc         |
| -------------- | ----------- | ------------- |
| Pantone        | 186 C       | N. A.         |
| RGB            | 200, 16, 46 | 255, 255, 255 |
| CMYK           | N. A.       | 0-100-80-5    |
| HTML           | #C8102E     | #FFFFFF       |
| RAL            | 3028        | N. A.         |

### Construcció
- Plantilla de construcció de la bandera.

## Prohibició d'onar altres banderes
No hi ha lleis ni regles reals sobre com utilitzar la bandera nacional correctament, però a poc a poc ha anat sorgint una certa pràctica i un "reglament de la bandera". Bàsicament, cal honorar-la i respectar-la, no es considera apropiat posar-hi text o logotips, ni tampoc ha d'estar esquinçada, bruta o descolorida. Durant molt de temps, la situació legal de la bandera nacional es va interpretar en el sentit que els particulars no podien hissar banderes nacionals diferents de les dels països nòrdics, la de la 
Unió europea i la de les Nacions Unides. D'aquesta prohibició se'n van excloure els aplecs de banderes com els dels hotels o exposicions. Per tant, per onejar una bandera diferent de la Dannebrog, calia un permís especial de la policia, el qual es podia concedir si la Dannebrog també es mostrava simultàniament amb el seu propi pal i tenia la mateixa mida que la bandera estrangera. No obstant això, el juny de 2023, el Tribunal Suprem de Dinamarca va absoldre un home que havia onat al seu jardí una bandera estatunidenca el 2018. Segons la sentència, derogava la prohibició que els ciutadans enarbolessin banderes d'altres estats i, per tant, tampoc no es va permetre castigar-los per fer-ho.
Tanmateix, i després d'un canvi corresponent a la llei i aquest cop aprovada pel Parlament danès, a partir de l’1 de gener de 2025 entrava en vigor la prohibició d'onejar banderes que no siguin la Dannebrog amb aquest text: "La prohibició inclourà onejar des d’un pal les banderes nacionals d'altres països, com per exemple la bandera nacional russa, l'estatunidenca o l'espanyola; banderes de regions d'altres països, per exemple banderes d’estats nord-americans, la bandera de Catalunya o la bandera del Tibet; banderes que es poden equiparar amb banderes nacionals o regionals d'altres països, per exemple la bandera palestina". Dins d'aquesta prohibició però hi ha un seguit d'excempcions com són les banderes dels països nòrdics i països veïns (Suècia, Noruega, Finlàndia i Alemanya), les dues possessions daneses (Illes Fèroe i Groenlàndia), les banderes d'associacions internacionals (La Unió europea i l'ONU), les banderes no nacionals (com la de l'Arc de sant Martí o la pirata, i a més, el ministre de justícia pot determinar casos especials, com actualment passa amb la bandera d’Ucraïna. La policia pot, a petició i en casos especials concedir permís per enarborar una bandera coberta per aquesta prohibició.

## Història

### Llegenda d'origen de 1219

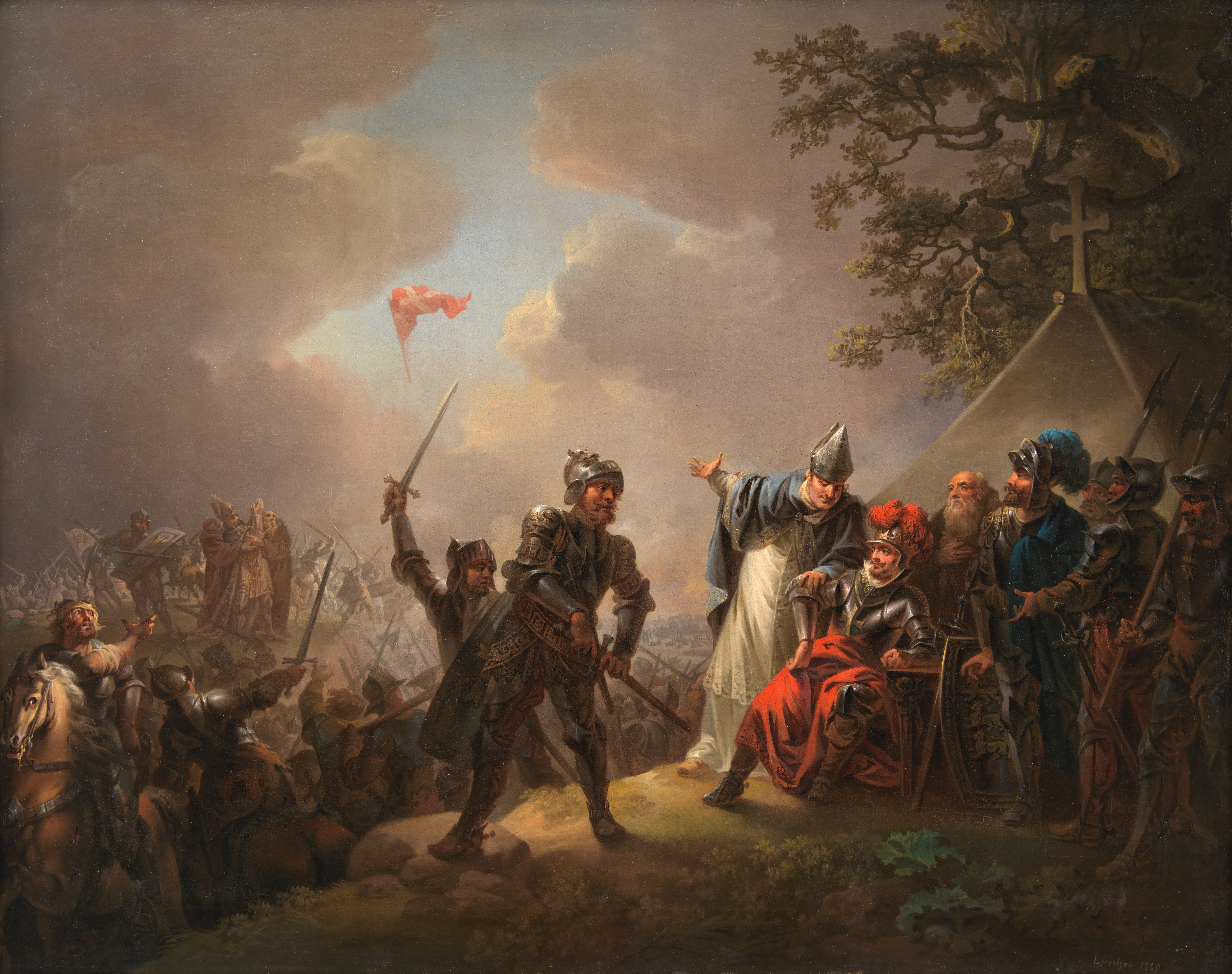
La Dannebrog caient del cel durant la batalla de Lindanise, el 15 de juny de 1219. Pintat per Christian August Lorentzen el 1809. La pintura es troba al Museu Statens de Kunst, Dinamarca.

Una tradició registrada al segle xvi remunta l'origen de la bandera a les campanyes de Valdemar II de Dinamarca (r. 1202–1241). El més antic es troba al "Danske Krønike" de Christiern Pedersen, que és la continuació de la Gesta Danorum de Saxo, escrita 1520-23. Aquí, la bandera cau del cel durant una campanya russa de Valdemar. Pedersen també afirma que Eric de Pomerània es va exiliar amb la mateixa bandera el 1440.
La segona font és l'escriptura del frare franciscà Petrus Olai (Peder Olsen) de Roskilde (mort cap al 1570). Aquest registre descriu una batalla el 1208 a prop de Fellin durant la campanya d'Estònia del rei Valdemar II. Els danesos van ser derrotats quan una bandera de pell de xai que representava una creu blanca va caure del cel i va provocar miraculosament una victòria danesa. En una tercera narració, també de Petrus Olai, a la Danmarks Tolv Herligheder ("Dotze esplèndids de Dinamarca"), a l'esplendor número nou, es relata la mateixa història, amb un paràgraf inserit corregint l'any a 1219. Ara, la bandera cau del cel a la batalla de Lindanise, també coneguda com la batalla de Valdemar (danesa: Volmerslaget), a prop de Lindanise (Tallinn) a Estònia, el 15 de juny de 1219.
És aquesta tercera narració la que més ha influït, i alguns historiadors l' han tractat com la narració principal extreta d'una font (perduda) que data de la primera meitat del segle xv.
A la llegenda d'Olai, la batalla anava malament i la derrota semblava imminent. No obstant això, el bisbe danès Anders Sunesena sobre d'un turó amb vistes a la batalla pregava a Déu amb els braços alçats, cosa que significava que els danesos s'apropaven a la victòria com més pregava. Quan va aixecar els braços, els danesos van avançar i quan els braços se li cansaven i els deixava caure, els estonians guanyavem els danesos. Els assistents es van afanyar a aixecar els braços una altra vegada i els danesos van tornar a avançar. A l'estona, estava tan cansat de braços que els va deixar caure i els danesos van perdre l'avantatge i es van anar acostant més a la derrota. Necessitava dos soldats per aguantar-li les mans i quan els danesos estaven a punt de perdre, 'Dannebrog' va caure miraculosament del cel i el rei va agafar-la, la va mostrar a les tropes i el seu cor es va omplir de coratge i els danesos van guanyar la batalla.
Els historiadors danesos van tractar àmpliament el possible nucli històric darrere d'aquesta llegenda d'origen durant els segles XIX-XX. Jørgensen (1875) sosté que el bisbe Theoderich va ser l'instigador original de la investigació de 1218 del bisbe Albert de Buxhoeveden al rei Valdemar II, que va provocar la participació danesa en les croades bàltiques. Jørgensen especula que el bisbe Theoderich podria haver portat l'estendard del cavaller Hospitaller a la batalla de 1219 i que "l'enemic pensava que aquest era el símbol del rei i va fer assaltar erròniament la tenda del bisbe Theoderich. Afirma que l'origen de la llegenda de la bandera que cau prové d'aquesta confusió. en la batalla."
L'historiador de l'església danès LP Fabricius (1934) atribueix l'origen a la Batalla de Fellin de 1208, no a la batalla de Lindanise de 1219, basada en la font més antiga disponible sobre la història. Fabricius va especular que podria haver estat l'estendard eclesiàstic personal de l'arquebisbe Andreas Sunesøn o potser fins i tot la bandera de l'arquebisbe Absalon, sota la iniciativa i la supervisió de les quals ja s'havien realitzat diverses croades menors a Estònia. L'estendard ja seria coneguda a Estònia. Fabricius repeteix la idea de Jørgensen sobre la bandera plantada davant de la tenda del bisbe Theodorik, que l'enemic ataca erròniament creient que és la tenda del rei.
Una teoria diferent és breument discutida per Fabricius i més elaborada per Helge Bruhn (1949). Bruhn interpreta la història en el context de la tradició generalitzada de l'aparença miraculosa de creus al cel en la llegenda cristiana, comparant específicament aquest esdeveniment atribuït a una batalla del 10 de setembre de 1217 a prop d'Alcazar, on es diu que una creu d'or sobre blanc. va aparèixer al cel, per portar la victòria als cristians.
A la historiografia nacional sueca del segle xviii, hi ha una història paral·lela a la llegenda danesa, en què apareix una creu daurada al cel blau durant una batalla sueca a Finlàndia, el 1157.

### Edat Mitjana

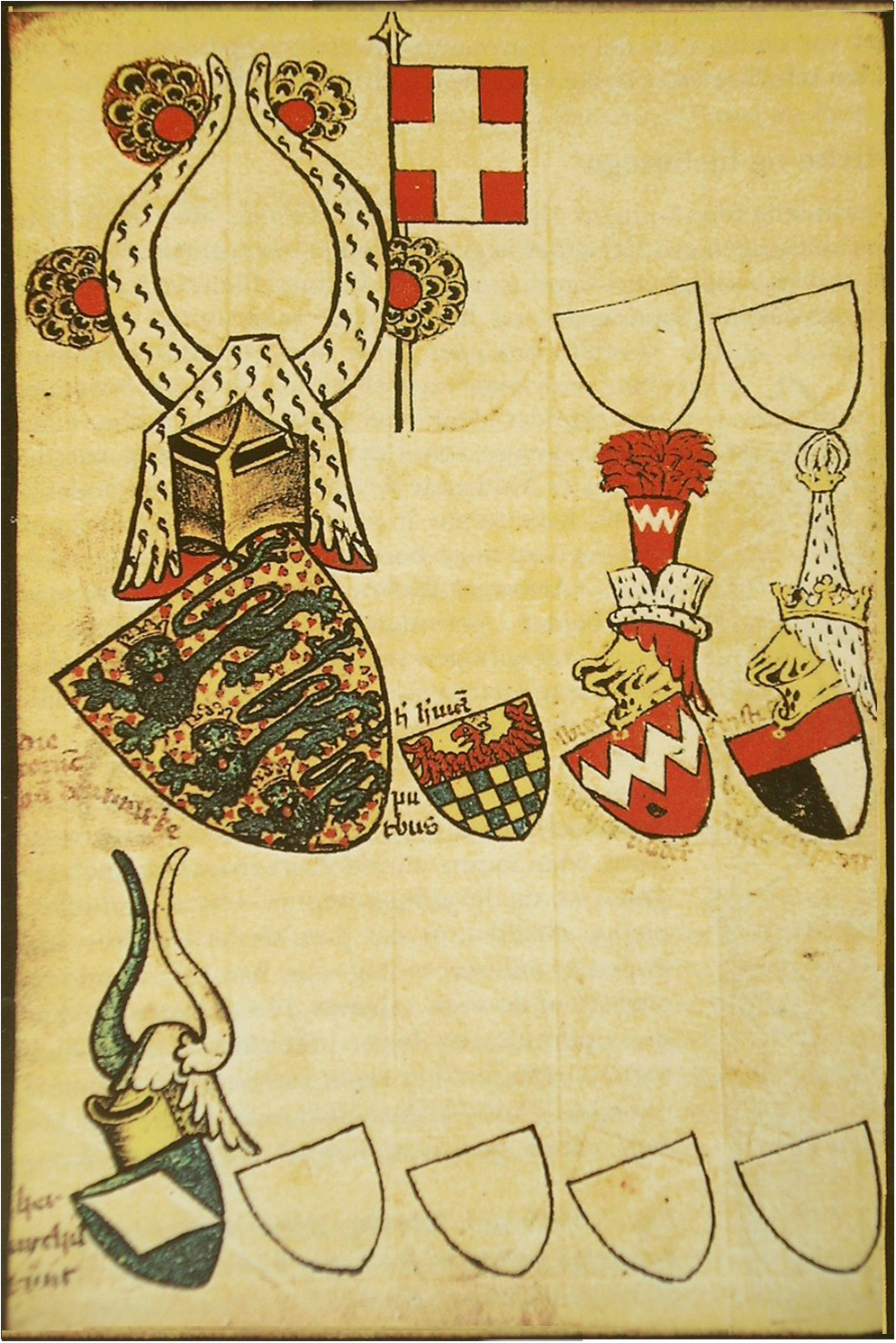
Armorial de Gelre (fol. 55v), l'entrada per al rei de Dinamarca que mostra la bandera de creu blanca sobre vermella

L'emblema de creu blanca sobre vermell té l'origen a l'època de les croades. Al segle xii, el Sacre Imperi Romanogermànic també va ser utilitzat com a bandera de guerra.
A l'Armorial de Gelre, datat al c. 1340-1370, com una bandera que es mostra juntament amb l'escut d'armes del rei de Dinamarca. Es tracta de la representació de colors indiscutible més antiga de la Dannebrog. Gairebé a el mateix temps, Valdemar IV de Dinamarca mostra una creu en el seu escut d'armes en el seu segell Danælog (Rettertingsseglet, amb data de 1356). La imatge de l'Armorial Gelre és gairebé idèntica a la que es troba en un llibre d'armes del segle xv que ara es troba als Arxius Nacionals de Suècia (Riksarkivet). El segell d'Eric de Pomerània (1398) com a rei de la Unió Kalmar mostra les tres armes del principal destre de Dinamarca. En aquesta versió, els lleons porten un estendard de Dannebrog.

Reichssturmfahne del Sacre Imperi Romanogermànic
La bandera reial dels reis de Dinamarca basada en l'escut reial
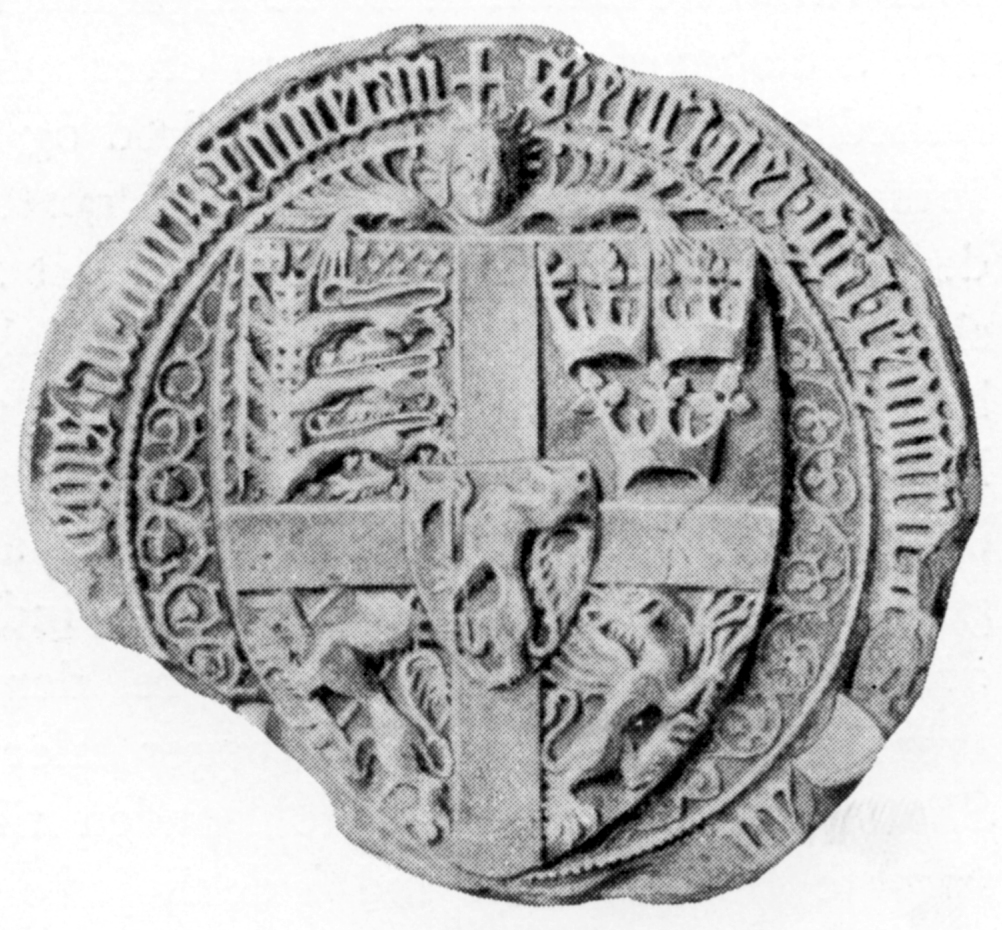
Segell d'Eric de Pomerània com a rei de la Unió de Kalmar, 1398. Es mostra un petit estendard de Dannebrog sostingut pels tres lleons danesos a l'extrem superior esquerre.

Es desconeix el motiu pel qual els reis de Dinamarca al segle xiv comencen a mostrar la bandera creuada als seus escuts. Caspar Paludan-Müller (1873) va suggerir que podria reflectir una pancarta enviada pel papa al rei danès en suport dels països bàltics. Adolf Ditlev Jørgensen (1875) identifica la bandera com la dels cavallers Hospitalers, que va tenir una presència a Dinamarca a partir de finals del segle xii.
Existeixen diverses monedes, segells i imatges, tant estrangeres com domèstiques, dels segles XIII al XV i fins i tot anteriors, que mostren dissenys heràldics similars a Dannebrog, al costat de l'escut reial (tres lleons blaus en un escut daurat.)

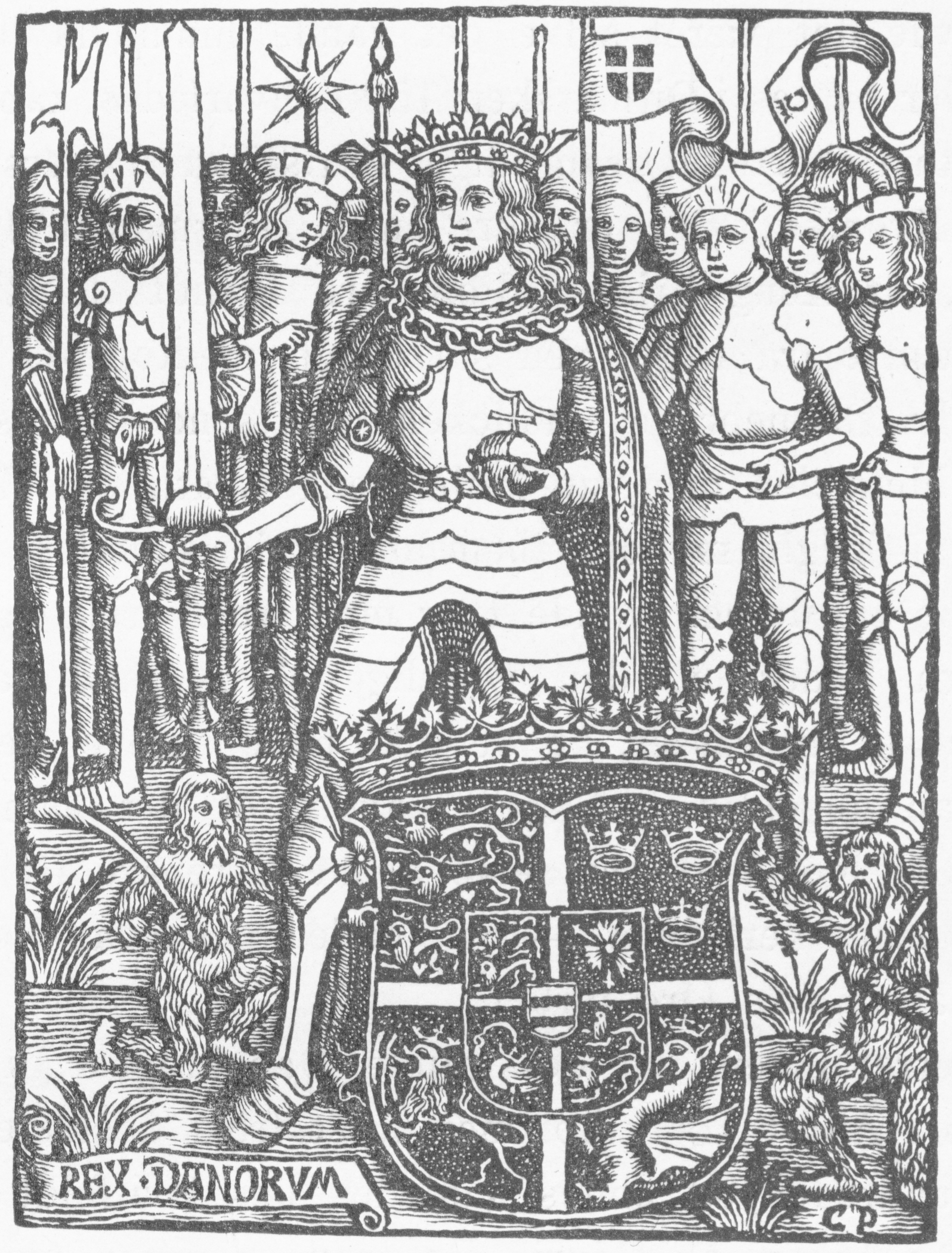
La bandera danesa de la pàgina principal de la versió de Christiern Pedersen de la Gesta Danorum de Saxo, 1514

Hi ha un registre que suggereix que l'exèrcit danès tenia una "bandera principal" (hoffuitbanner) a principis del segle xvi. Niels Hemmingsøn esmenta aquest estendard el 1570 en el context d'una batalla de 1520 entre danesos i suecs a prop d'Uppsala gairebé capturada pels suecs, però salvada per les heroiques accions dels portaestendards Mogens Gyldenstierne i Peder Skram. La llegenda atribuint l'origen miraculós de la bandera a les campanyes de Valdemar II de Dinamarca (r. 1202–1241) van ser enregistrades per Christiern Pedersen i Petrus Olai a la dècada de 1520.
La Història del rei Hans de Hans Svaning (1558-1559) i la Història sobre l'última guerra Dithmarschen de Johan Rantzau de 1569, registren el destí de la hoffuitbanner danesa : d'acord amb aquesta tradició, la bandera original de la Batalla de Lindanise era es va utilitzar en la petita campanya del 1500 quan el rei Hans va intentar conquerir Dithmarschen (a l'oest d' Holstein al nord d'Alemanya). La bandera es va perdre en una derrota devastadora a la batalla de Hemmingstedt el 17 de febrer de 1500. El 1559, el rei Frederik II la va recuperar durant la seva campanya de Dithmarschen.
El 1576, el fill de Johan Rantzau, Henrik Rantzau, també escriu sobre la guerra i el destí de la bandera, assenyalant que la bandera es trobava en males condicions en tornar-la. Aquí es diu que la bandera després del seu retorn a Dinamarca es va col·locar a la catedral de Slesvig. L'historiador de Slesvig Ulrik Petersen (1656-1735) confirma la presència d'un estendard a la catedral a principis del segle xvii, i constata que s'havia enderrocat cap al 1660.
Els registres contemporanis que descriuen la batalla de Hemmingstedt no fan cap referència a la pèrdua del Dannebrog original, tot i que la capitulació afirma que totes les banderes daneses perdudes el 1500 havien de ser retornades. En una carta del 22 de febrer de 1500 adreçada a Oluf Stigsøn, el rei Joan descriu la batalla, però no menciona la pèrdua d'una important bandera. De fet, tota la carta dona la impressió que la batalla perduda tenia una importància limitada. El 1598, Neocorus va escriure que la pancarta capturada el 1500 va ser portada a l'església de Wöhrden i penjada allí durant els següents 59 anys, fins que va ser retornada als danesos com a part de l'acord de pau el 1559.

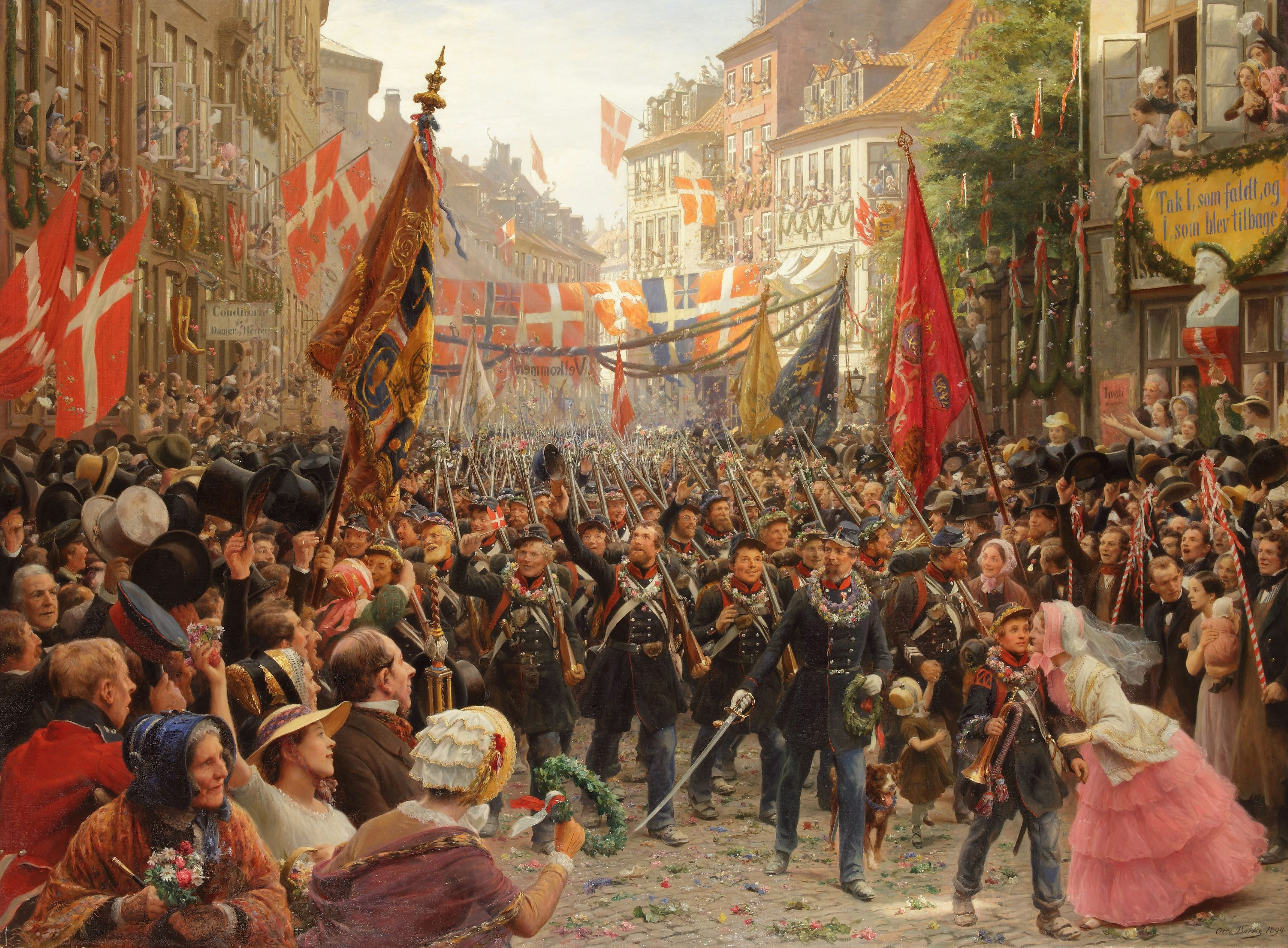
Els soldats danesos tornen a Copenhaguen després de la batalla de Fredericia (1849), victòria danesa contra insurgents alemanys a Holstein i Schleswig a la Primera Guerra de Schleswig (pintura de 1894 per Otto Bache)

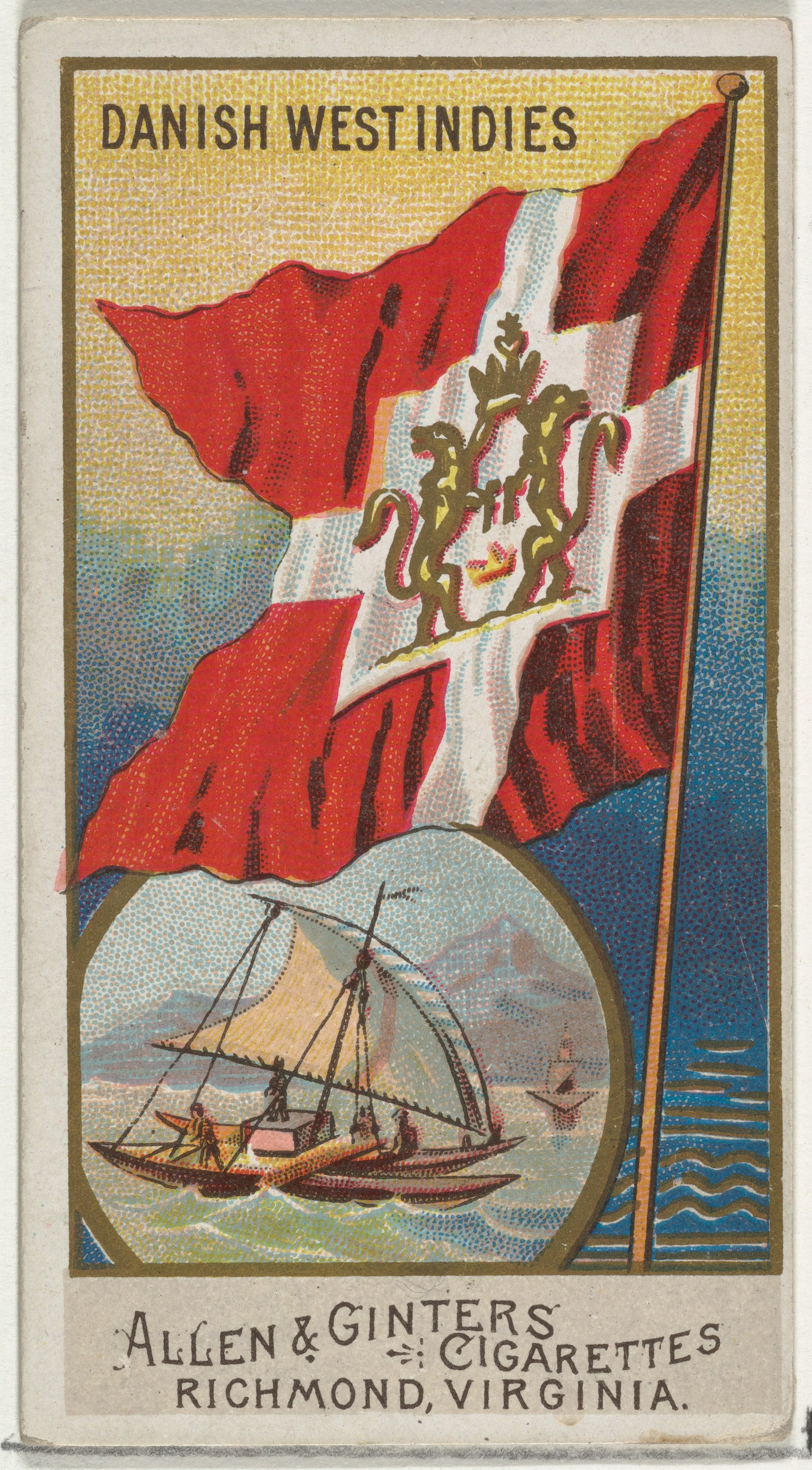
Targeta de cigarretes de 1890, que representa l'estendard reial de les Índies Orientals daneses

Utilitzada com a bandera marítima des del segle xvi, el Dannebrog va ser introduït com a bandera regimental a l'exèrcit danès el 1785, i per a la milícia (landeværn) el 1801. Des de 1842, es va utilitzar com a bandera de tot l'exèrcit.
Paral·lelament al desenvolupament del nacionalisme romàntic en altres països europeus, la bandera militar es va veure cada vegada més que representant la nació mateixa durant la primera meitat del segle xix. Els poemes d'aquest període invocant el Dannebrog van ser escrits per Ingemann, Grundtvig, Oehlenschläger, Winther o Andersen. Als anys 1830, la bandera militar havia esdevingut tan popular com la bandera nacional no oficial, i el seu ús per part de ciutadans privats va ser prohibit en una circular promulgada el 7 de gener de 1834.
En l'entusiasme nacional desencadenat per la Primera Guerra de Schleswig durant 1848-1850, la bandera encara es va mostrar molt àmpliament i es va derogar la prohibició d'ús privat en un reglament del 7 de juliol de 1854, per primera vegada permetent als ciutadans danesos exhibir el Dannebrog (però no la variant Splitflag de cua d'oreneta). Es va donar un permís especial per utilitzar la Splitflag a institucions i empreses privades, sobretot després de 1870. El 10 d'abril de 1915, es va prohibir l'elevació de qualsevol altra bandera al sòl danès. El 1886, el ministeri de guerra va introduir un reglament que indicava que la bandera havia d'onejar dels edificis militars en tretze dies especificats, inclosos els aniversaris reials, la data de la signatura de la Constitució el 5 de juny de 1849 i els dies de recordació de les batalles militars. El 1913, el ministeri naval va publicar la seva pròpia llista de dies de bandera. Des del 1939 fins al 2012, l'anuari Hvem-Hvad-Hvor va incloure una llista de dies de bandera. A partir del 2019 els dies de bandera es podran veure al "Ministeri de Justícia (Justitsministeriet)" així com a "The Denmark Society (Danmarks-Samfundet)" .

## Variants

### Bandera marítima i bandera del Regne corresponent

Bandera Rigets: la bandera de l'estat danès
També coneguda com a Splitflag.
Proporcions: 56: 107

L'Orlogsflag: la bandera naval danesa
Proporcions: 7:17

La mida i la forma de l'estendard civil ("Koffardiflaget") dels vaixells mercants es dona en el reglament de l'11 de juny de 1748, que diu: Una bandera vermella amb creu blanca sense cap punt dividit. La creu blanca ha de ser 1 / 7 de l'altura de la bandera. Els dos primers camps han de ser de forma quadrada i els dos camps exteriors han de ser 6 / 4 longituds d'aquells. Les proporcions són així: 3: 1: 3 verticalment i 3: 1: 4.5 horitzontalment. Aquesta definició són les proporcions absolutes per a la bandera nacional danesa fins avui, tant per a la versió civil de la bandera ("Stutflaget"), com per a la bandera mercant ("Handelsflaget"). Ambdós indicadors són idèntics.
Una regulació aprovada el 1758 requeria que els vaixells danesos que navegaven a la Mediterrània portessin el monograma reial al centre de la bandera per tal de distingir-los dels vaixells maltesos, degut a la similitud amb la bandera de l'Orde Sobirà i Militar de Malta.
Segons el reglament de l'11 de juny de 1748, el color era simplement vermell, que avui es coneix com "Dannebrog rød" ("vermell Dannebrog "). L'únic colorant de tela vermella disponible el 1748 era d'arrel més madura, que es pot processar per produir un colorant vermell brillant (usat històricament per a jaquetes de soldats britànics). Un reglament del 4 de maig de 1927 estableix una vegada més que els vaixells mercants danesos han d'onejar banderes segons el reglament de 1748.
El primer reglament sobre la Splitflag data del 27 de març de 1630, en què el rei Cristià IV ordena que la Defensionskibe noruega (vaixells de comerciants armats) només poguessin utilitzar la Splitflag només si es troben al servei de guerra danès. El 1685, una ordre, distribuïda a diverses ciutats de Slesvig, estableia que tots els vaixells havien de portar la bandera danesa, i el 1690 a tots els vaixells mercants els estava prohibit utilitzar la Splitflag, a excepció dels vaixells que naveguessin a les Índies Orientals i les Índies Occidentals i al llarg de la costa d'Àfrica. El 1741 es confirmà que el reglament de 1690 continua vigent; és possible que els bucs mercants no utilitzessin la Splitflag. Al mateix temps, la Companyia Danesa de les Índies Orientals tenia la possibilitat d'onejar la Splitflag quan passés l'equador.
Hi hauria d'haver una mica de confusió respecte la Splitflag. El 1696, l'Almiraltat va presentar al Rei una proposta per a un estàndard regulant tant la mida com la forma de la Splitflag. En el mateix any una resolució real defineix les proporcions de la Splitflag, que en aquesta resolució es diu Kongeflaget (bandera de Rei), com segueix: 
| « | La creu ha de ser 1 / 7 de l'altura banderes. Els dos primers camps han de tenir forma quadrada amb els laterals tres vegades més que l'amplada creuada. Els dos camps exteriors són rectangulars i 1 1 / 2 la longitud dels camps quadrats. Les cues són la longitud de la bandera . | » |

Actualment, aquests números són bàsics per la Splitflag, o Orlogsflag, tot i que els nombres s'han modificat lleugerament. El terme Orlogsflag data del 1806 i denota l'ús a l'Armada Danesa.
Des del 1750 fins a principis del segle xix, diversos vaixells i empreses en què el govern té interessos, van rebre l'aprovació per utilitzar la Splitflag.
En la resolució reial del 25 d'octubre de 1939 per a l'Armada danesa, s'afirma que l'Orlogsflag és un Splitflag amb un color vermell profund ("dybrød") o vermell més fosc ("kraprød"). Igual que la bandera nacional, no es dona cap matís, però en els dies moderns es dona com a 195U A més, la mida i la forma es corregeix en la present resolució a ser: 
| « | La creu ha de ser 1 / 7. De l'altura de la bandera Els dos primers camps han de ser de forma quadrada amb l'altura de 3 / 7 de l'altura de la bandera. els dos camps exteriors són rectangulars i 5 / 4 de la longitud dels camps quadrats. les cues són 6/ 4 de la longitud dels camps rectangulars | » |

Per tant, si es compara amb l'estàndard de 1696, ambdós els camps rectangulars i les cues s'han reduït en grandària.
La Splitflag i l'Orlogsflag tenen formes similars però diferents mides i tons de vermell. Legalment, són dues banderes diferents. La Splitflag és una bandera danesa que s'acaba amb una cua d'oreneta, és de color vermell Dannebrog i s'utilitza per terra. L'Orlogsflag és un Splitflag allargada amb un color vermell més profund i només s'utilitza al mar.
L'Orlogsflag sense marques, només podrà ser utilitzat per la Marina Reial Danesa. Però hi ha algunes excepcions. Algunes institucions han estat autoritzades a onejar l'Orlogsflag. La mateixa bandera amb marques s'ha aprovat per a unes dotzenes d'empreses i institucions al llarg dels anys.
A més, l'Orlogsflag només es descriu com a tal si no té marques addicionals. Qualsevol bandera de cua d'oreneta, sense importar el color, s'anomena Splitflag sempre que tingui marques addicionals.

### Estendards reials
Monarca
La versió actual de l'estendard reial es va introduir el 16 de novembre de 1972, quan la reina va adoptar una nova versió del seu escut personal. La insígnia reial és la bandera de Dinamarca amb una cua oreneta i carregada amb l'escut del monarca situat en una plaça blanca. El quadrat central té 32 parts en una bandera amb la proporció 56:107.

Estendard reial de Dinamarca

Altres membres de la família reial

Estendard de Frederik, el Príncep de la Corona de Dinamarca
Estàndard del Regent de Dinamarca
Estàndard de la casa reial: utilitzat per altres membres de la Família Reial

## Altres banderes del Regne de Dinamarca
Groenlàndia i les illes Fèroe són territoris autònoms addicionals territories dins del Regne de Dinamarca. Tenen les seves pròpies banderes oficials.

8:11  Bandera de les Illes Fèroe
2:3  Bandera de Groenlàndia

Algunes zones de Dinamarca presenten banderes no oficials, a continuació. Es coneix que les banderes regionals de Bornholm i arerø estan en ús actiu. Les banderes de Vendsyssel (Vendelbrog) i la bandera de Jutlàndia ("Den jyske fane") són obscures. Cap d'aquestes banderes té reconeixement legal a Dinamarca i són considerades oficialment "banderes de fantasia". Dinamarca es reserva el reconeixement oficial a banderes oficials i banderes regionals (områdeflag) d'altres jurisdiccions.
| Bandera | Data           | Us                               | Descripció |
| ------- | -------------- | -------------------------------- | --- |
|         | 1970s —Present | Bandera no oficial de Bornholm   | Bandera de creu nòrdica en vermell i verd. També es coneix en una versió amb una xifra blanca de la creu verda en un estil similar al disseny de la bandera noruega |
|         | 1633 —Present  | Bandera no oficial de Ærø        | Tricolor en groc, verd i vermell. Molt similar a la bandera de Lituània                                                                                             |
|         | 1976 —Present  | Bandera no oficial de Vendsyssel | Bandera de la creu nòrdica en blau, taronja i verd. Dissenyada per Mogens Bohøj.                                                                                    |
|         | 1975 —Present  | Bandera no oficial de Jutlàndia  | Bandera de creu nòrdica en blau, verd i vermell. Dissenyada per Per Kramer el 1975.                                                                                 |

La bandera de l'oblast de Volyn, a Ucraïna, és molt semblant a la Dannebrog.

## Orde
L'orde del Danebrog és danès i es va fundar el 1219 pel rei Valdemar II en memòria d'una batalla guanyada als estonians on va aparèixer un estandard miraculós dit el Danebrog. Fou renovat el 1671 per Christian V i reformat de nou el 1808 per Frederic VI. L'orde està destinat a recompensar tots els serveis, militars o civils. La insígnia és una creu blanca, brodada de vermell i or, amb els mots Gud or Kongen (Déu i el rei), la banda és blanca, amb uns rivets de vermell.

## Curiositats
A les eleccions municipals espanyoles de maig de 2015, la junta electoral espanyola prohibí que hi hagués estelades en edificis públics durant la campanya electoral. Com que el 19 de maig el Parlament danès havia aprovat una moció sobre l'autodeterminació de Catalunya, diverses entitats, com els Amics de les Arts de Sant Pol de Mar o els bombers de Reus van substituir les seves estelades per banderes daneses. Pel seu costat, l'Associació de Municipis per la Independència (AMI) va fer una crida als batlles catalans a penjar la bandera de Dinamarca als balcons dels ajuntaments, en mostra d'agraïment a aquell país, que dimarts va aprovar una moció en favor del «diàleg democràtic i pacífic» sobre la independència de Catalunya.

### Supersticions
La cultura danesa senyala que la Dannebrog no pot tocar el terra perquè prové del cel. També senyala que no pot onejar de nit, car es diu que així saludaria el diable.